# Soheir Garranah
Soheir Garranah (arabisch زهير جرانة, DMG Zuhair Ǧarrāna) ist ein ägyptischer Politiker.
Er war bis zur Revolution in Ägypten 2011, im Zuge derer er entlassen wurde, Tourismusminister seines Landes im Kabinett Nazif.
Am 4. Februar 2011 wurden von Seiten der Staatsanwaltschaft Ermittlungen gegen ihn aufgenommen. Am 10. Mai verurteilte ihn ein Gericht in Kairo zu fünf Jahren Haft. Laut Urteil verkaufte Garranah wertvolle Grundstücke aus dem Staatsbesitz, darunter auch Ölquellen, an einflussreiche Geschäftsleute.
Artikel 158 der ägyptischen Verfassung untersagte Regierungsmitgliedern den Erwerb von und den Handel mit Güter aus dem Staatseigentum.